# سلعة المصان
سُلعة المَصَّان هو أحد مسببات الأمراض الفطرية التي حددت أنها تسبب تعفن جذور قصب السكر.